# ユウティラヌス
ユウティラヌスもしくはユティランヌス（学名: Yutyrannus、「羽毛の生えた暴君」の意）は、ティラノサウルス上科の恐竜の1属。ユウティラヌス・フアリ (Yutyrannus huali) ただ1種のみが知られており、前期白亜紀に現在の中華人民共和国北東部に生息していた。遼寧省より3個体が発見されている。2012年までに報告された明確な羽毛を持つ羽毛恐竜の中では、推定全長約8メートルと最大の種類である。

## 発見と命名

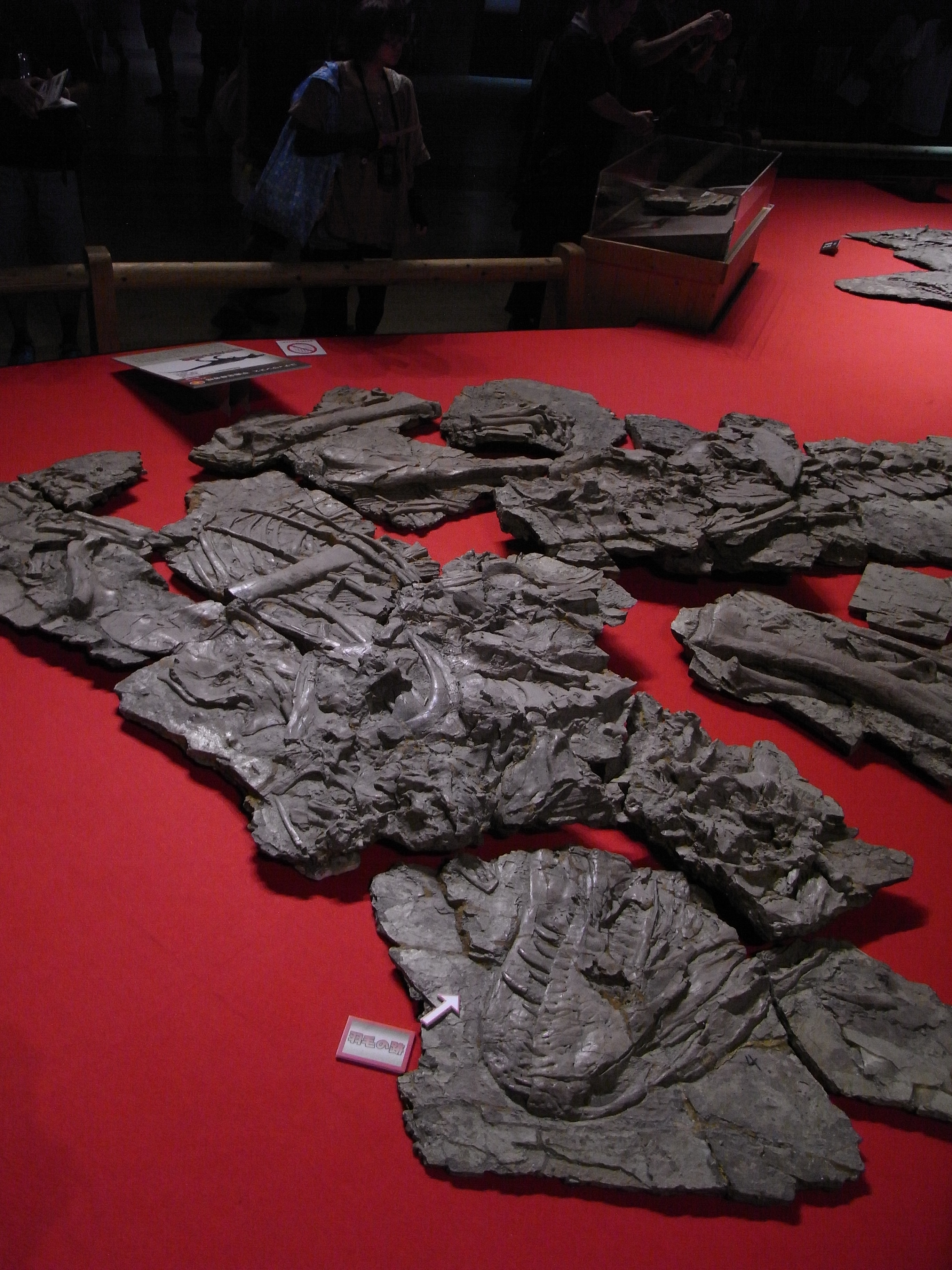
化石の展示

ユウティラヌス・フアリは2012年春に徐星らによって新属新種として学術的に命名・記載された。属名は中国語北方方言の「羽（yǔ）」とラテン語化したギリシャ語の「tyrannus=暴君」に由来するように、羽毛の生えたティラノサウルス上科の羽毛の生えた属として分類されることを反映している。種小名は北方方言の「華麗（huálì）」から由来し、羽毛が美しく保存されていたことを反映する。
ユウティラヌス3個体はそれぞれ異なる成長段階（成体・亜成体・幼体）にあるほぼ完全な化石標本であり、これらを入手した化石商人は中国の遼寧省朝陽市北票市巴図営郷 (Batuying) に位置する同一の採石場から3個体とも産出したと主張した。おそらくは約1億2500万年前のアプチアン期に相当する義県累層で発見されたものである。標本はバスマットの大きさ程度にカットされ、2人組で運べるようにされた。
ホロタイプ標本 ZCDM V5000 は最も大きい標本で、スラブで圧縮されてはいるものの、頭骨の備わったほぼ完全な成体の骨格である。パラタイプ標本は残り2つの標本である。ZCDM V5001 はより小型の個体の骨格およびホロタイプ標本と同じスラブの一部で構成されている。ELDM V1001 はホロタイプ標本よりも8歳若いと推定された幼体である。これらの化石は徐星の指導の下で中国科学院古脊椎動物古人類学研究所によりプレパレーションが行われ、諸城恐竜博物館とエレンホト恐竜博物館のコレクションの一つに加えられている。

## 形態

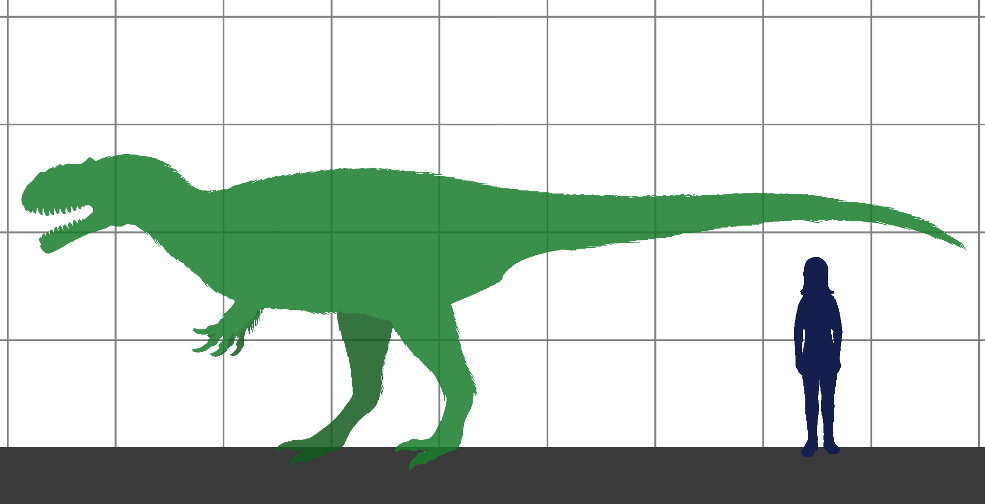
ヒトとの大きさ比較

ユウティラヌスは大型の二足歩行の捕食動物だった。3個体のうち仙椎の癒合の具合などから最高齢と目されるホロタイプ標本は、記載論文で全長9メートル、体重1414キログラムと推定された。2016年にはグレゴリー・ポールが全長7.5メートル、体重1.1トンと下方修正した推定値を発表した。ホロタイプ標本の大腿骨長は85センチメートルに達し、頭骨長は90.5センチメートルと見積られた。パラタイプ標本の頭骨長は80センチメートルと63センチメートルで、体重はそれぞれ596キログラムと493キログラムと推定された。
記載論文ではユウティラヌスを直接の親戚と区別する表徴形質が確立された。鼻先には正中線上に高い鶏冠があり、この鶏冠は鼻骨と前上顎骨で構築され、大きな含気性の窪みに覆われている。後眼窩骨は小さな二次突起を持ち、突起は眼下の後ろの曲がり角に向かって突出している。後眼窩骨の主部位の外側はくり抜かれた状態になっている。下顎では、外側に開いた主要な孔である外下顎窓が主に上角骨に位置する。
2018年の研究によると、ユウティラヌスの舌骨は単純な構造であり、ワニのように舌が平坦であったことが示唆されている。現生および絶滅種の主竜類と舌骨が比較され、鳥類・翼竜・一部の鳥盤類を除く全ての主竜類の舌は固定されていると断定された。

### 羽毛

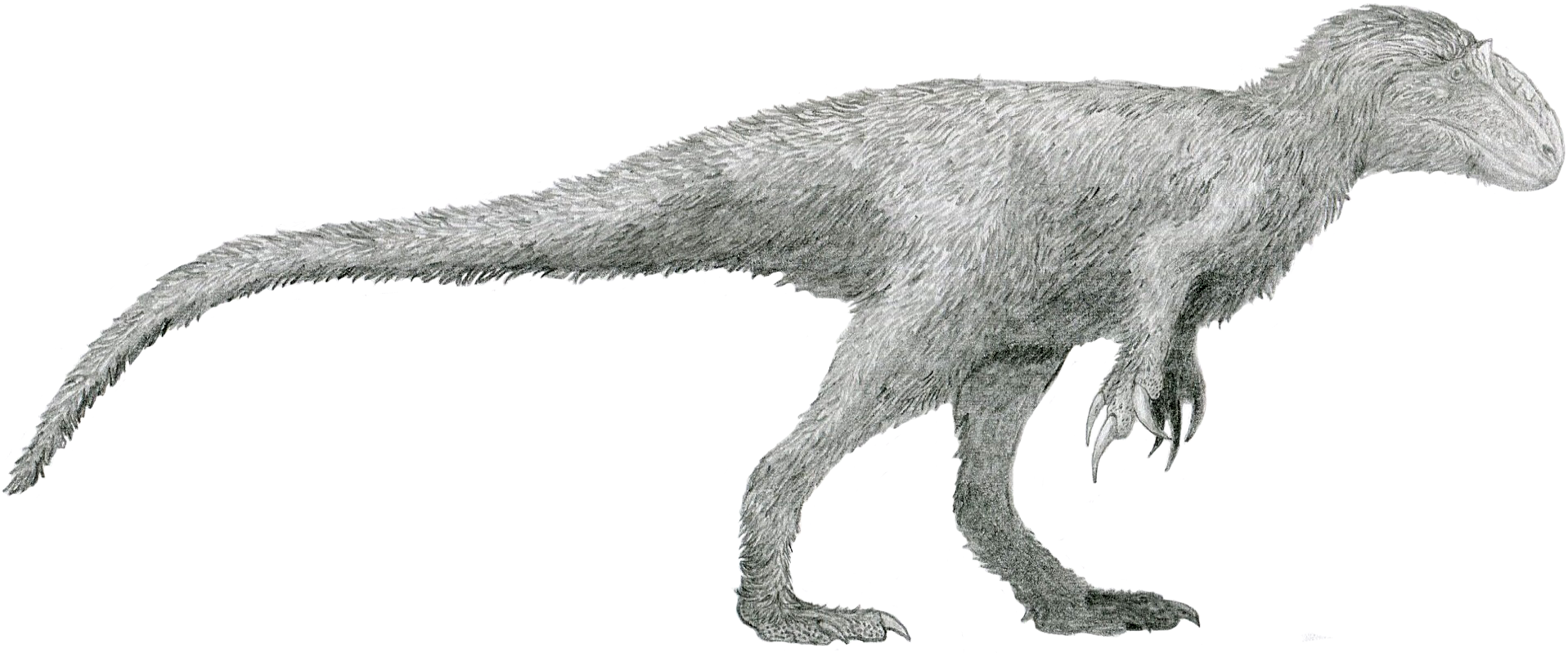
ELDM V1001 に基づいたアーティストのイラスト

ユウティラヌスの記載された標本には、印象化石という形で羽毛の直接的証拠がある。羽毛の長さは最大20センチメートルで糸状であった。ユウティラヌスの化石は良好な保存状態ではあったが、羽毛の糸が単純か複合か、幅広か狭いかは定かになるほどではなかった。羽毛は体の様々な部位を覆っていた。ホロタイプ標本では骨盤と足の近くの部位に羽毛が生え、標本 ZCDM V5000 では尾の軸から下側に30°の角度で尾の羽毛が後方へ突出した。最も小さい標本では首に20センチメートル、上腕に16センチメートルの羽毛が確認された。ディロング・パラドクサスが記載された2004年にはティラノサウルス上科にリチャード・プラムの羽毛類型論で言うところの糸状の"第一段階"の羽毛を持つものがいることは知られていた一方、ユウティラヌス・フアリは現在直接的な羽毛の証拠がある最大の恐竜の種であり、その体重はかつて最も重いとされていたベイピャオサウルスの40倍に達した。

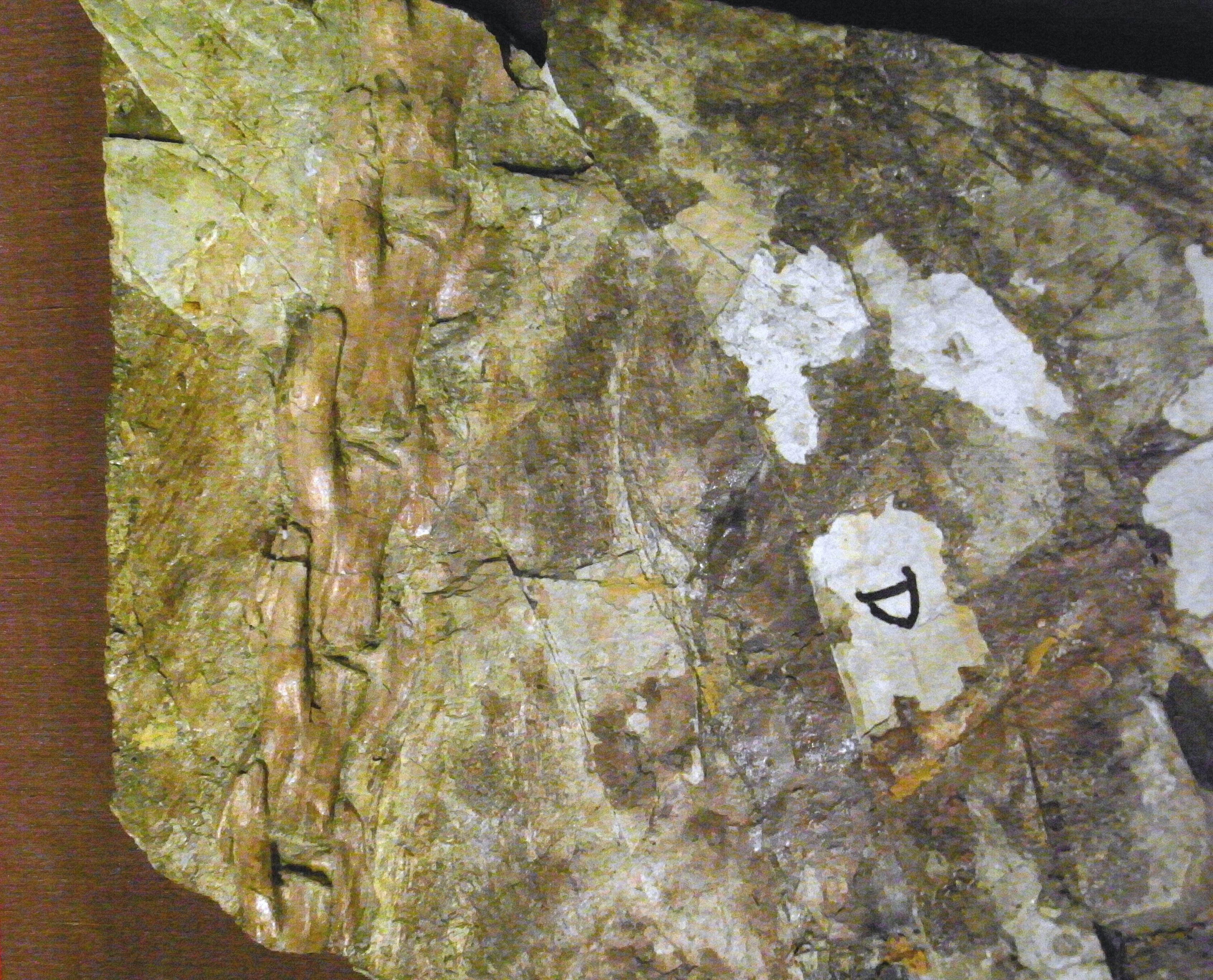
羽毛の痕跡がある尾の断片

羽毛の分布に基づくと、義県の年間平均気温が10℃という冷涼な気候であったとして、全身を覆う羽毛が体温を一定に保っていた可能性がある。代わりに、ユウティラヌスの発見された地域に生息域が限られていた場合、羽毛はディスプレイに用いられていた可能性がある。さらに、2体の成体の標本の鼻先の中央の鶏冠は派手でかつ両側が波打っており、これはおそらくディスプレイのために用いられていた。大型の基盤的ティラノサウルス上科に羽毛が存在したことにより、後のティラノサウルス科もその巨体にも拘わらず成体でも同様に羽毛を持っていた可能性が示唆されている。しかし、ゴルゴサウルスやタルボサウルスおよびティラノサウルスといった後期白亜紀の様々なティラノサウルス科恐竜からは、ユウティラヌスでは羽毛で覆われていた部位からウロコの皮膚の印象化石が報告されている。ティラノサウルス科に羽毛が存在したことを支持する証拠はなく、進化の過程で二次的にウロコへ進化した可能性があると提唱する研究者もいる。もしウロコの皮膚が後の属の表皮の特徴の主流であれば、外皮の特徴と程度は体サイズや温暖な気候、あるいは他の要因に応じて時と共に変化した可能性がある。

## 分類
系統解析では、ユウティラヌスはいずれもティラノサウルス上科に分類されている。ユウティラヌスと他のティラノサウルス上科との関係の当初の解析ではユウティラヌスは系統樹においてエオティラヌスよりも原始的でディロングやグアンロンおよびシノティラヌスよりも発達的とされた。派生的なティラノサウルス類と比較して相対的に原始的な特徴としては、3本指の長い前肢と、走ることに特化していない短い後肢が挙げられる。派生的な特徴としては、大型で上下に深い頭骨、前上顎骨の外側が上を向く、涙骨上に大型の楔形の角が眼窩の前方に存在する、眼窩のの縁の後ろに後眼窩突起が存在する、鱗状骨と方形頬骨が下側頭窓の後縁の大きな突起を形成する、脊椎が短い、腸骨の上縁が真っ直ぐでかつ丸い突出部が存在する、恥骨の先端が大きい、坐骨が細長い、といったものがある。

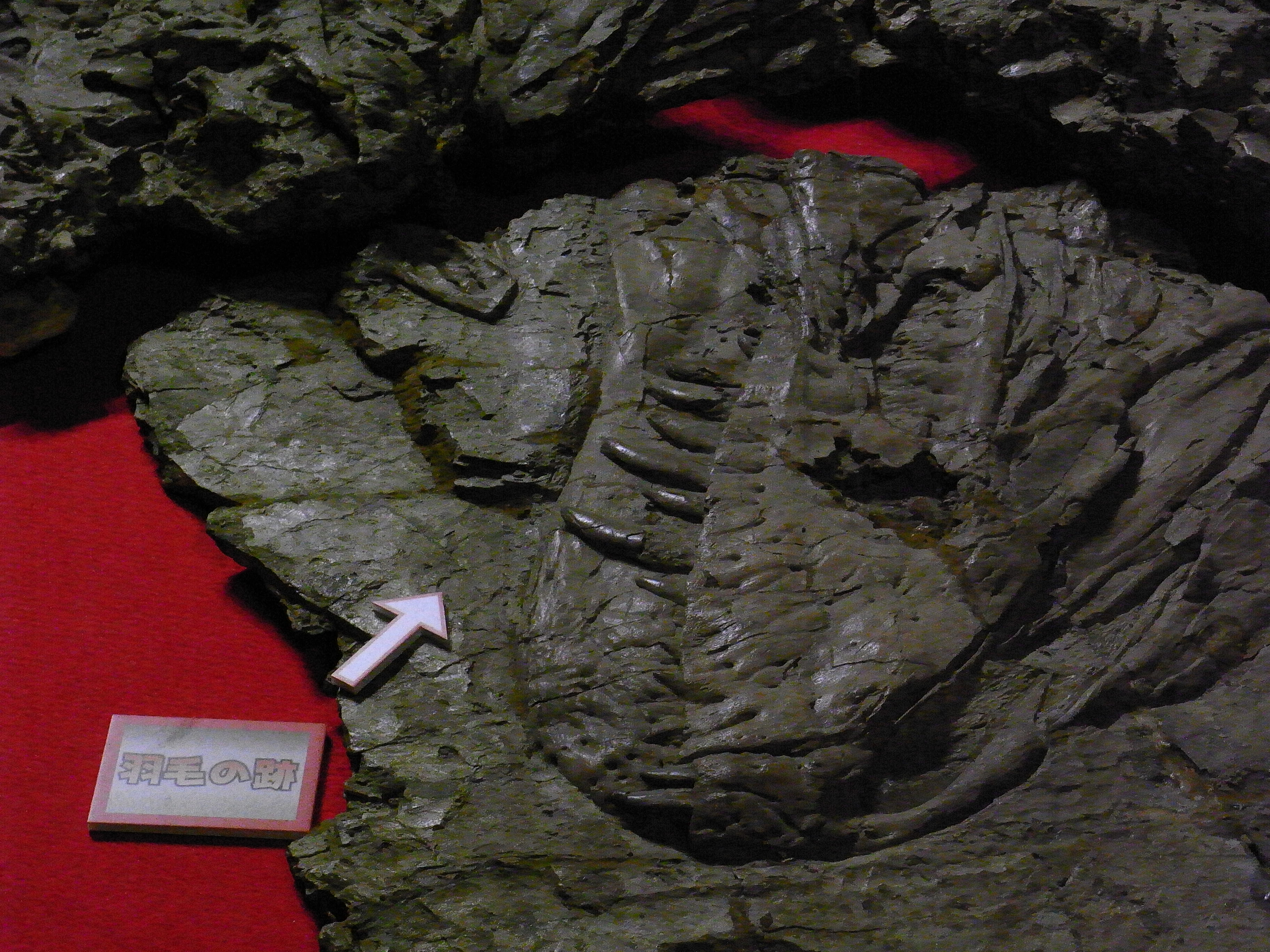
鼻先のクローズアップ

2016年にはトーマス・カールとスティーヴン・ブルサットによる系統解析が行われ、ティラノサウルス上科の進化的関係が再調査された。彼らの解析ではユウティラヌスはディロングよりも基盤的であるとされ、プロケラトサウルス科に位置付けられた。以下にクラドグラムを示す。

|  | キレスクス                                                        |
|  |                                                                   |
|  | \| \| ユウティラヌス \| \| \| \| \| \| シノティラヌス \| \| \| \| |
|  |                                                                   |
|  | ユウティラヌス                                                    |
|  |                                                                   |
|  | シノティラヌス                                                    |
|  |                                                                   |

|  | ユウティラヌス |
|  |                |
|  | シノティラヌス |
|  |                |

|  | キレスクス                                                        |
|  |                                                                   |
|  | \| \| ユウティラヌス \| \| \| \| \| \| シノティラヌス \| \| \| \| |
|  |                                                                   |
|  | ユウティラヌス                                                    |
|  |                                                                   |
|  | シノティラヌス                                                    |
|  |                                                                   |

|  | ユウティラヌス |
|  |                |
|  | シノティラヌス |
|  |                |

|  | キレスクス                                                        |
|  |                                                                   |
|  | \| \| ユウティラヌス \| \| \| \| \| \| シノティラヌス \| \| \| \| |
|  |                                                                   |
|  | ユウティラヌス                                                    |
|  |                                                                   |
|  | シノティラヌス                                                    |
|  |                                                                   |

|  | ユウティラヌス |
|  |                |
|  | シノティラヌス |
|  |                |

|  | キレスクス                                                        |
|  |                                                                   |
|  | \| \| ユウティラヌス \| \| \| \| \| \| シノティラヌス \| \| \| \| |
|  |                                                                   |
|  | ユウティラヌス                                                    |
|  |                                                                   |
|  | シノティラヌス                                                    |
|  |                                                                   |

|  | ユウティラヌス |
|  |                |
|  | シノティラヌス |
|  |                |

## 古生物学

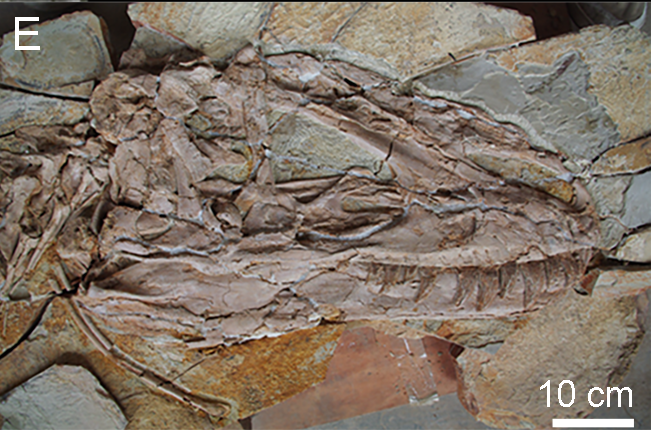
幼体標本 ELDM V1001 の頭骨

標本の成長段階が様々であるため、ユウティラヌス・フアリの成長の間の変化を決定することができた。成長の間に後肢・足・腸骨・前肢が相対的に小型化した一方、頭骨は上下に深く頑強に成長した。

## 古環境学

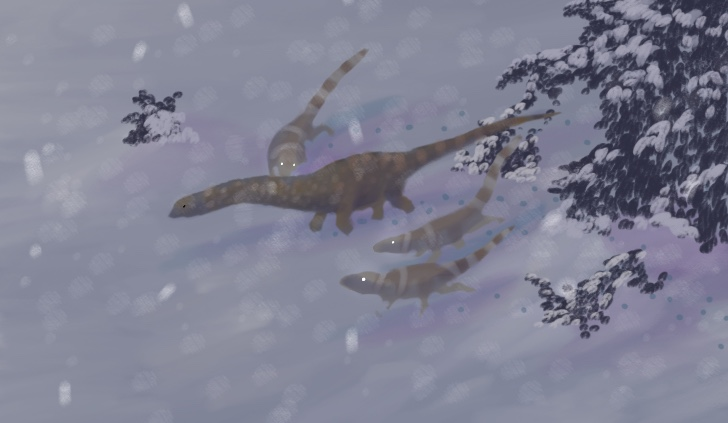
ドンベイティタンを狩るユウティラヌスの群れのイラスト

ユウティラヌスは互いに成長段階の異なる3個体が知られているため、徐星をはじめとする古生物学者はユウティラヌスが群れで狩りを行う動物であると解釈した。3個体の標本が発見されたとされる産地から発見された竜脚類の化石に基づき、ユウティラヌスは竜脚類を狩っていて、さらにその3個体は狩りの間に死亡した可能性があると徐星は推論した。加えて、マプサウルスといった他の竜脚類を狩る獣脚類も群れで狩りをする習性を示すことが知られている。しかし、3体のユウティラヌスが死亡した真の原因は不明のままである。もしユウティラヌスが竜脚類を捕食していたなら、彼らは義県累層から産出した2種類の捕食動物の1つということになる。もう1種類の捕食動物は2012年時点で未記載の中型獣脚類であり、ドンベイティタンのホロタイプ標本の肋骨に埋め込まれていた歯から知られている。歯の形状はシノカリオプテリクスやディロングと似ているが、この2属は犯人にしては体が小さすぎた。
ユウティラヌスの産地が定かでないため、ユウティラヌスと共存していた動物相の構成は不明である。年代推定ではユウティラヌスの標本の起源は義県累層尖山溝部層あるいは陸家屯部層であると暗示されており、そうであればプシッタコサウルスやドンベイティタン、シノサウロプテリクス、カウディプテリクスと同時期に生息したということになる。リコプテラといった魚類も繁栄していた。また球果植物門の裸子植物と水域が広がっていたとされる。環境は現在のカナダのブリティッシュコロンビア州の温帯雨林と対比でき、気温は季節により大きく変動したと推測される。火山噴火や森林火災が義県ではよく起きていたと見られている。当時の遼寧省では1億3000万年前から1億2000万年前にかけて複数回の火山噴火が起き、それに由来する泥や火山灰に埋没した化石が多数産出している。ユウティラヌスと同じティラノサウルス上科ではディロングも同様の例にあたる。